# Magnus Arvidsson (fotbollsspelare född 1964)
Magnus Arvidsson, född 24 augusti 1964, är en svensk för detta fotbollsspelare.

## Biografi
Åren 1984-1986 gjorde Arvidsson 65 allsvenska matcher för Kalmar FF. Arvidsson har spelat i många olika klubbar och även spelat på alla serienivåer från Allsvenskan till Division 5. 

### Utanför fotbollsplanen
Arvidsson arbetar som Idrottslärare.
Efter avslutad spelarkarriär har Arvidsson fortsatt inom fotbollen som tränare. Där han tränat bland annat Vissefjärda GOIF och Kalmar Södra IF.

## Meriter

### I klubblag
Kalmar FF
- Svenska Cupen 1986/87

### Webbkällor
- [1]
- Kalmar FF firar 100 år Svensk Fotbolls webbplats